# ENFOPOL
ENFOPOL (del inglés «Enforcement Police», «policía de refuerzo») es un sistema de interceptación de las comunicaciones de la Unión Europea que surge como respuesta al megasistema ECHELON, propiedad de Estados Unidos, el Reino Unido y varios países miembros de la Commonwealth.
El nombre clave Enfopol (Enforcement Police - Policía de Refuerzo) se refiere al plan de estandarización de la interceptación de las telecomunicaciones en Europa, Estados Unidos, Australia y otros países. Enfopol nació en Bruselas en 1995, como una serie de requisitos técnicos para que las operadoras de telefonía adecuasen sus sistemas, ante eventuales demandas de "pinchazos" por parte de la policía. Entonces, según la revista británica que destapó el secreto "Statewatch", Enfopol era llamado "sistema EU-FBI" y enlazaba "varias agencias de la ley como el Federal Bureau of Investigation (FBI), policía, aduanas, inmigración y seguridad interna". En 1998, oficiales de los ministerios de Interior europeos empezaron a discutir la ampliación de este sistema a Internet, telefonía por satélite y nuevas formas de telecomunicación.